# Grenzvertrag zwischen Bayern und Württemberg

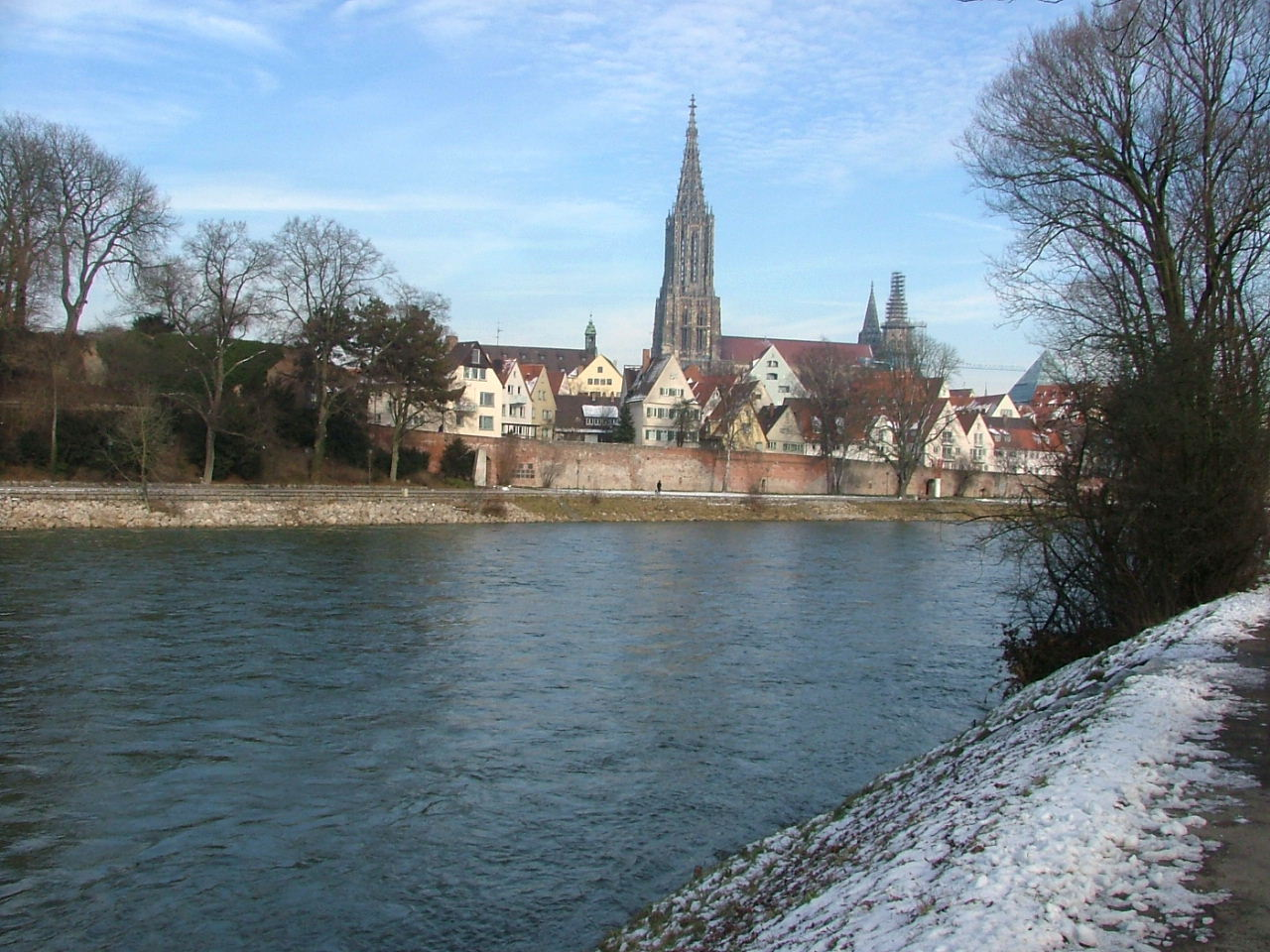
Blick über die Donau von Neu-Ulm zum Ulmer Münster, von Bayern nach Württemberg, seit 1810 durch die Donau getrennt

Dem Grenzvertrag zwischen dem Königreich Bayern und dem Königreich Württemberg, der am 18. Mai 1810 in Paris abgeschlossen wurde, kommt eine herausragende Bedeutung zu, da diese Regelung bis zum heutigen Tage ohne jede Veränderung gültig geblieben ist. Die Grenze zwischen den heutigen Ländern Bayern und Baden-Württemberg wurde in ihrem Verlauf vom Bodensee bis in den Taubergrund damals endgültig festgelegt. Dabei wurde auch die ehemalige Reichsstadt Ulm durch die Donau geteilt.

## Politische Voraussetzungen
Die Präambel des Vertrages, der nicht zufällig in Paris abgeschlossen wurde, beschreibt klar die politische Ausgangslage. Es mussten sowohl „bisher unberichtigt gebliebene Grenzdifferenzen und sonstige gegenseitige Ansprüche mit einem Male und auf dauerhafte Weise“ beendigt werden, als auch „diejenigen Stipulationen, welche in den beiderseitigen mit Frankreich neuerdings abgeschlossenen Traktaten festgesetzt worden sind, durch einen abschließenden Vertrag in Erfüllung“ gebracht werden. Hiermit wird ohne Umschweife der Druck des Kaisers der Franzosen, Napoleon Bonaparte, auf die süddeutschen Rheinbundfürsten umschrieben. Napoleon lag daran, in Süddeutschland drei leistungsfähige Staaten – Bayern, Württemberg und Baden – zu schaffen, die vor allem in der Lage sein sollten, seine Forderungen auf Truppengestellungen zu erfüllen. Hier war nach den Bestimmungen im Frieden von Pressburg vom 26. Dezember 1805 und dem Frieden von Schönbrunn vom 14. Oktober 1809 das Königreich Bayern zu großzügig bedacht worden. Als Kompensation für den Gewinn von Tirol und Salzburg sollte Bayern im Westen Gebiete an Württemberg abtreten, das im weiteren Verlauf dann Baden entschädigen sollte. Dabei sollte jeder der drei Staaten einen Zugang zum Bodensee erhalten. Baden sollte das Großherzogtum Hessen entschädigen.

## Vertragschließende Parteien
König Maximilian I. Joseph von Bayern ernannte seinen Außenminister Graf Maximilian von Montgelas, König Friedrich I. von Württemberg seinen Staats- und Kabinettsminister Graf Ludwig von Taube als Bevollmächtigten. Der Vertrag fixiert den Grenzverlauf von Süd nach Nord und legt im Einzelnen genau die Gebietsabtretungen Bayerns an Württemberg fest. Der logisch hierauf folgende Grenzvertrag zwischen Württemberg und Baden wurde am 8. Oktober 1810 ebenfalls in Paris geschlossen.

## Grenzverlauf

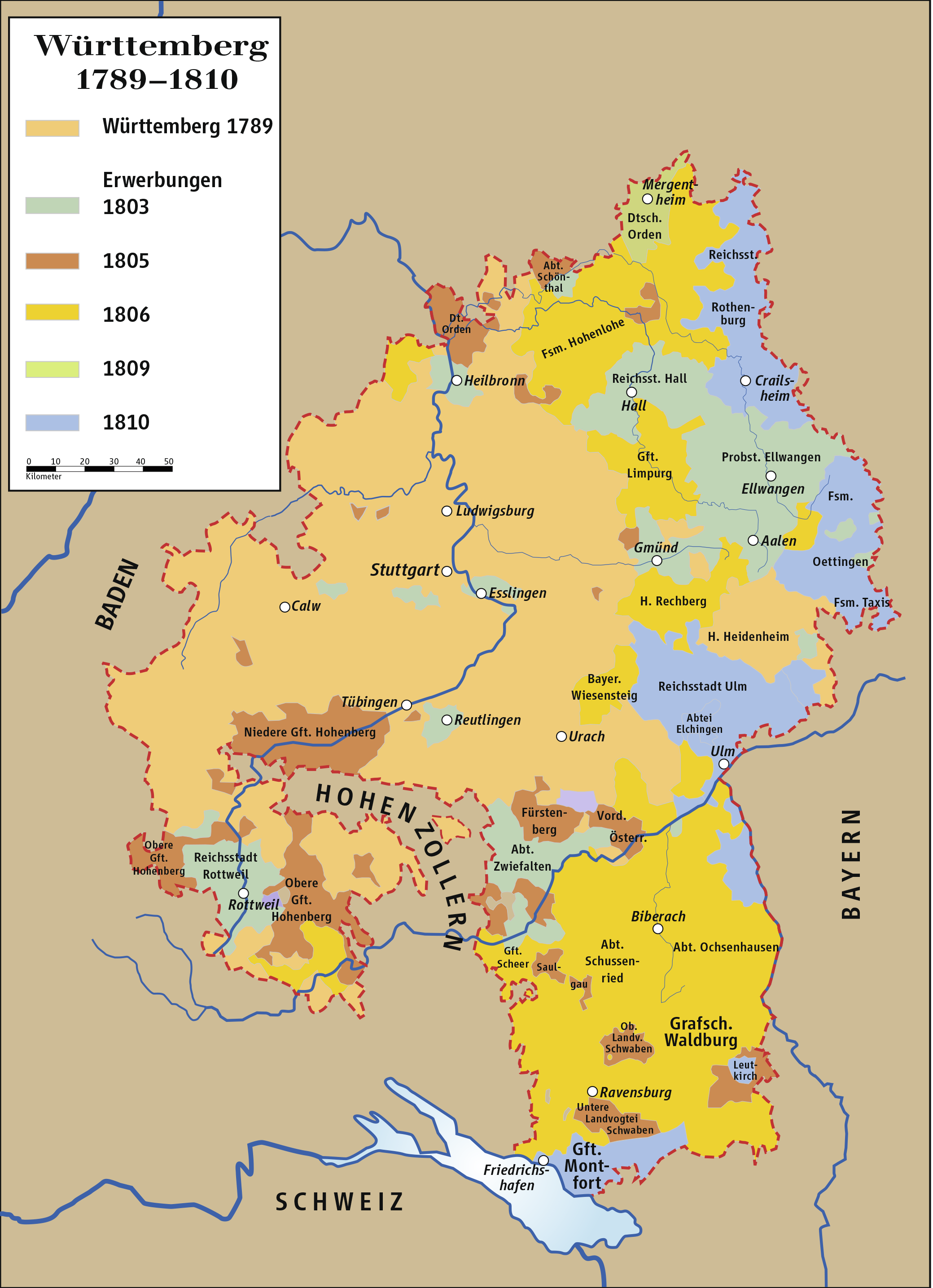
Grenzverlauf Bayern und Württemberg

Die Grenze zwischen Bayern und Württemberg wurde beginnend vom Bodensee bei Kressbronn zunächst in östlicher Richtung bis Isny gezogen, um dem Königreich Bayern einen ungehinderten Zugang nach Lindau zu schaffen. Nun machte die Grenze einen rechten Winkel und verlief stetig nach Norden bis zu ihrem Endpunkt, dem Dreiländereck mit dem Großherzogtum Würzburg bei Waldmannshofen. Wo immer möglich, wurden Flussläufe wie Iller, Donau und Tauber als Grenze festgelegt. Es gelang den Unterhändlern, einen Verlauf ohne jede Exklave oder Enklave zu schaffen. Dafür nahm man auch in Kauf, die Territorien einiger mediatisierter Staaten zu durchschneiden, insbesondere die Reichsstadt Ulm mit ihrem Gebiet, die Grafschaft Oettingen, das Fürstentum Ansbach und die Gebiete der Reichsstädte Nördlingen, Dinkelsbühl und Rothenburg. Größte Territorien, die in ihrer Gesamtheit von Bayern an Württemberg abgetreten wurden, waren die vorderösterreichische Grafschaft Montfort, die Reichsstädte Buchhorn, Ravensburg, Leutkirch, Wangen und Bopfingen sowie standesherrliche Territorien der Fürsten von Thurn und Taxis, Schwarzenberg und Hohenlohe-Kirchberg.

## Abtretungen

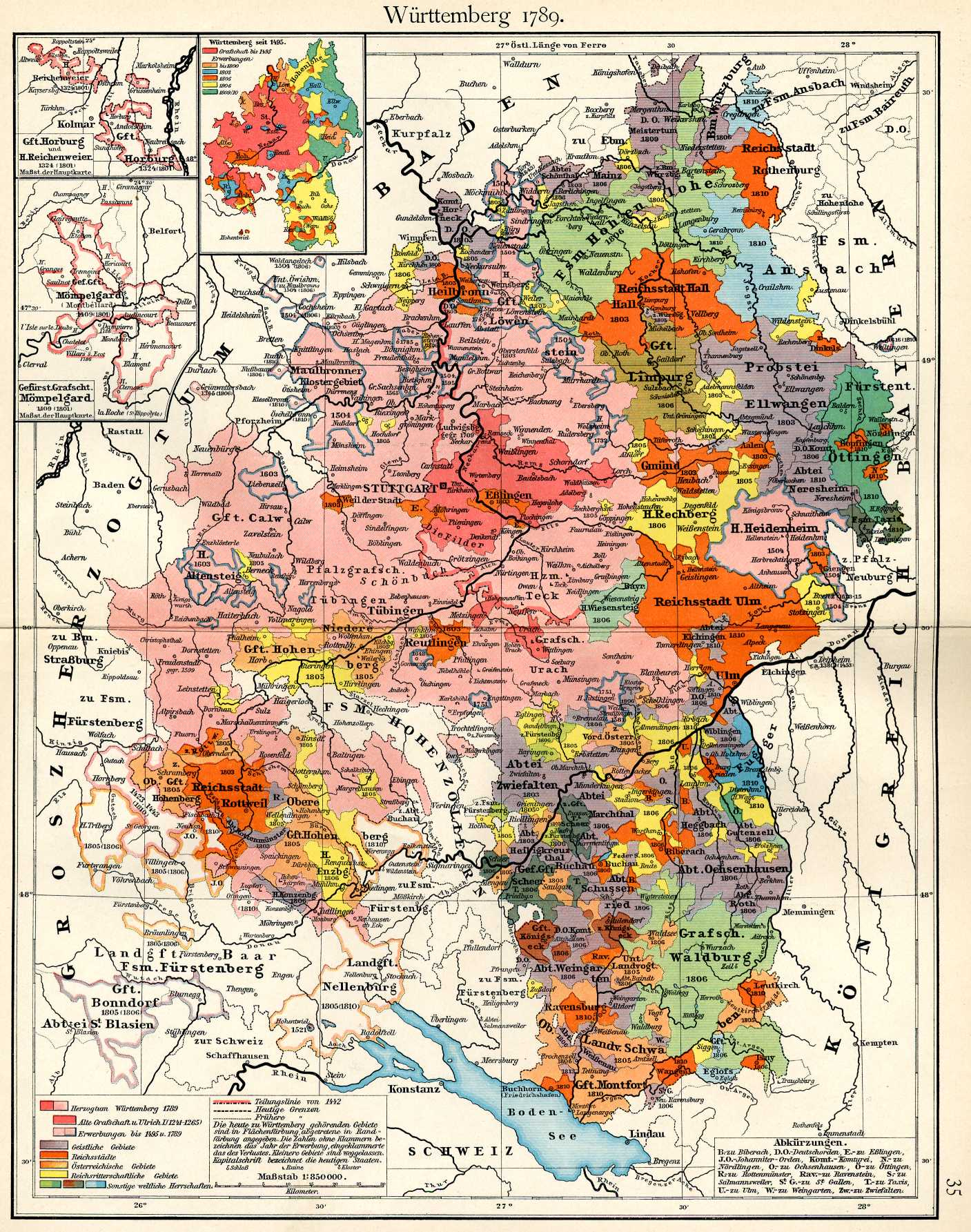
Die Darstellung Württemberg 1789 veranschaulicht am besten die Veränderungen von 1810

Die damaligen Abtretungen von insgesamt 351 Städten, Gemeinden, Pfarrorten und Weilern von Bayern an Württemberg betrafen nach der heutigen Verwaltungsgliederung Baden-Württembergs einen Stadtkreis und elf Landkreise (von Süd nach Nord):
- Bodenseekreis 48 Orte
- Landkreis Ravensburg 31 Orte
- Landkreis Biberach 11 Orte
- Alb-Donau-Kreis 64 Orte
- Stadtkreis Ulm 16 Orte
- Landkreis Heidenheim 18 Orte
- Landkreis Göppingen 28 Orte
- Ostalbkreis 47 Orte
- Landkreis Schwäbisch Hall 66 Orte
- Hohenlohekreis 2 Orte
- Main-Tauber-Kreis 20 Orte
- Rems-Murr-Kreis 1 Ort

Von Bayern wurden an Württemberg abgetreten (von Süd nach Nord):
- Landgericht Tettnang mit

1. der zu Vorderösterreich zählenden Grafschaft Montfort,
2. der Herrschaft Schomburg (die in der Reichsritterschaft, im Schwäbischen Ritterkreis und im Kanton im Hegau, Allgäu und am Bodensee immatrikuliert war, kam zum Oberamt Tettnang dazu ),
3. der zum Amt Nonnenbach gehörenden Herrschaft Argen und
4. ein Teil des zur Grafschaft Montfort gehörende Weilers Kressbronn am Bodensee.

Diese Gebiete bildeten den südlichen Anfangspunkt der 1810 gemeinsam festgelegten Grenze zwischen Bayern und Württemberg auf württembergischer Seite. Des Weiteren betraf die Abtretung noch folgende Gebiete, die nicht unmittelbar an der neuen Grenze lagen:
- das Landgericht Buchhorn mit der Reichsstadt Buchhorn und der Herrschaft Baumgarten-Eriskirch (wurde zum Unteramt Buchhorn im Oberamt Tettnang, 1811 kam die Umbenennung in Friedrichshafen),
- das Spitaldorf und Schultheißerei Laimnau (vom Landgericht Lindau zum Oberamt Tettnang).
- das Landgericht Ravensburg mit dem

1. Gebiet der Reichsstadt Ravensburg,
2. dem Gericht Ausnang und
3. der Abtei Weingarten (wurde zum Oberamt Ravensburg),

- das ravensburgische Amt Bavendorf (kam zum Oberamt Tettnang),
- das Gericht Ausnang (zum Oberamt Leutkirch),
- das Landgericht Leutkirch mit der Reichsstadt Leutkirch und den Freien Leuten auf der Leutkircher Heide (wurde zum Oberamt Leutkirch).
- Landgericht Wangen mit der

1. Reichsstadt Wangen,
2. dem Gericht Deuchelried und der
3. Hauptmannschaft Niederwangen (wurde zum Oberamt Wangen),

- vom Landgericht Illertissen die Herrschaft Dietenheim ( die in der Reichsritterschaft, im Schwäbischen Ritterkreis und im Kanton an der Donau immatrikuliert war und sich im Besitz der Grafschaft Fugger, Linie zu Dietenheim und Brandenburg befand),
- der Pfarrort (Freiherr von Herman gehörte zum reichsunmittelbaren Niederadel, kam zum Oberamt Wiblingen bei Ulm). Weitere Gebiete waren:
- das zum Mediatgebiet Schwarzenberg gehörende

1. Pfarrort Dettingen an der Iller der Herrschaften Illereichen und Kellmünz (in der Reichsritterschaft, im Schwäbischen Ritterkreis und im Kanton an der Donau immatrikuliert, kam zum Oberamt Biberach),

- das Mediatgebiet der Fugger-Kirchberg und Weißenhorn gehörte die Reichsgrafschaft Kirchberg (kam zum Oberamt Wiblingen).
- Ein Teil des Mediatgebiets Oettingen-Spielberg, nämlich die Herrschaft Schwendi (war im Kanton an der Donau immatrikuliert, kam zum Oberamt Wiblingen),
- Die vom bayerischen Oberdonaukreis unabhängige Stadt Ulm umfasste das Stadtgebiet der Reichsstadt Ulm auf dem linken Ufer der Donau; die Mitte der Ulmer Brücke über den Hauptstrom bildete dort die Grenze (in Württ. Sitz der Landvogtei an der Donau).
- Das umfangreiche Ulmer Herrschaftsgebiet verteilte sich im Wesentlichen auf die drei bayerischen Landgerichte Albeck, Geislingen und Söflingen (in Württemberg auf die Oberämter Albeck, Geislingen, Ulm und Ehingen).
- Landgericht Albeck umfasste die Ulmer Oberämter Albeck und Weidenstetten, die Ämter Bräunisheim und Lonsee sowie das Kondominium Bissingen ob Lontal mit Herrn Tänzl von Tratzberg (wurde württembergisches Oberamt Albeck, 1819 aufgelöst und dem Oberamt Ulm zugeschlagen).
- Landgericht Geislingen umfasste das Ulmer Obervogteiamt Geislingen sowie die Ämter Böhringen, Stötten, Stubersheim und Süßen, dazu die Herrschaft Hohenrechberg des Freiherrn von Rechberg und Rothenlöwen, immatrikuliert in der Reichsritterschaft, im Schwäbischen Ritterkreis und im Kanton am Kocher (wurde württembergisches Oberamt Geislingen, Herrschaft Hohenrechberg – dabei Donzdorf – zum Oberamt Gmünd).
- Zum Landgericht Elchingen gehörte das Ulmer Oberamt Langenau ebenso wie der Pfarrort Rammingen der Abtei Kaisheim. In der Reichsritterschaft, im Schwäbischen Ritterkreis und im Kanton an der Donau immatrikuliert waren:
  - Freiherr von Riedheim mit Stetten ob Lontal,
  - Freiherr von Ungelter mit Oberstotzingen,
  - Graf Stain zum Rechtenstein mit der Herrschaft Bergenweiler und der Herrschaft Niederstotzingen, letzteres als Kondominium mit der Abtei Kaisheim.

Das Landgericht Elchingen wurde Teil des württembergischen Oberamts Albeck, die Herrschaft Bergenweiler kam zum Oberamt Heidenheim.
- Zum Landgericht Wiesensteig gehörte das Ulmer Amt Nellingen (in Württemberg zum Oberamt Blaubeuren).
- Landgericht Söflingen umfasste das Ulmer Amt Bermaringen sowie den Besitz der Klosterfrauen in Ulm und des Stifts zu den Wengen zu Ulm unter der Landeshoheit der Reichsstadt Ulm. Weiterhin gehörte auch der Besitz der Abtei Söflingen und das Pflegamt Tomerdingen der Abtei Elchingen zum Landgericht, ebenso wie Streubesitz verschiedener Herren:
  - Herrschaft Erbach des Freiherrn von Ulm zu Erbach, die zu Vorderösterreich (Schwäbisch Österreich) zählte, dazu als Kondominium mit der Reichsstadt Ulm der Pfarrort Einsingen,
  - Pfarrdorf Dellmensingen der Herrschaft Werdenstein unter burgauischer Landeshoheit (Vorderösterreich, Schwäbisch Österreich), immatrikuliert in der Reichsritterschaft, im Schwäbischen Ritterkreis und im Kanton an der Donau,
  - Burgvogtei Illerrieden des Hoch- und Deutschmeistertum des Deutschen Ritterordens, Ballei Elsass und Burgund, Kommende Altshausen,
  - Pfarrort Bollingen des Hoch- und Deutschmeistertum des Deutschen Ritterordens, Oberamt Ellingen, Kommende Ulm unter der Landeshoheit der Reichsstadt Ulm,
  - Kondominium Wippingen des Herzogtums Württemberg, Oberamt Blaubeuren; Hoch- und Deutschmeistertum des Deutschen Ritterordens, Ballei Elsass und Burgund, Kommende Altshausen, Obervogtei Arnegg, Kommende Ulm, Abtei Söflingen, Reichsstadt Ulm,
  - Kondominium Gögglingen des Hoch- und Deutschmeistertum des Deutschen Ritterordens, Ballei Elsass und Burgund, Kommende Altshausen; Abtei Wiblingen unter österreichischer Landeshoheit (Vorderösterreich, Schwäbisch Österreich), Reichsstadt Ulm, Spital.
  - Ebenso weiterer Besitz in der Reichsritterschaft, im Schwäbischen Ritterkreis und im Kanton an der Donau:
  - Kondominium Böttingen des Hoch- und Deutschmeistertum des Deutschen Ritterordens, Oberamt Ellingen, Kommende Ulm unter der Landeshoheit der Reichsstadt Ulm, Kaplanei Klingenstein, Abtei Söflingen,
  - Freiherr von Bernhausen mit Klingenstein und Herrlingen,
  - Schenk von Stauffenberg mit Rißtissen,
  - Schenk zu Castell mit Bach und Wernau,
  - Kondominium Eggingen des Hoch- und Deutschmeistertums des Deutschen Ritterordens, Ballei Elsass und Burgund, Kommende Altshausen, Obervogtei Arnegg 2/3; Abtei Söflingen 1/3,
  - Kondominium Ermingen des Hoch- und Deutschmeistertums des Deutschen Ritterordens, Ballei Elsass und Burgund, Kommende Altshausen, Obervogtei Arnegg, Abtei Söflingen,
  - Kondominium Harthausen bei Ulm des Hoch- und Deutschmeistertum des Deutschen Ritterordens, Ballei Elsass und Burgund, Kommende Altshausen, Obervogtei Arnegg, Abtei Söflingen,
  - In der Reichsritterschaft, im Schwäbischen Ritterkreis und im Kanton am Neckar und Schwarzwald
    - Freiherr Leutrum von Ertingen mit dem Rittergut Böfingen.

Das Landgericht Söflingen wurde auf die württembergischen Oberämter Ulm (Söflingen, Einsingen, Harthausen, Böfingen), Wiblingen (Dellmensingen, Illerrieden), Blaubeuren (Bollingen, Wippingen, der Ulmer Anteil von Gögglingen, Böttingen, Klingenstein und Herrlingen, Eggingen, Ermingen) und Ehingen (Ersingen, Wernau, Erbach, Rißtissen) verteilt.
- Mediatgebiet Oettingen-Wallerstein mit der Grafschaft Oettingen-Baldern und Katzenstein, den Ämtern Neresheim und Wallerstein, den Klöstern Deggingen und Kirchheim unter oettingischer Landeshoheit und den Herrschaften Schenkenstein und Burgberg. Dazu
  - Standesherrschaften Kerkingen und Merkingen unter oettingischer Landeshoheit,
  - Kondominium Tannhausen mit Fürstentum Oettingen-Spielberg gemeinsam 2/3; Reichsritterschaft, Schwäbischer Ritterkreis, Kanton am Kocher (Freiherr von Thannhausen) 1/3,
  - Schloss Dambach als Kondominium mit Fürstentum Oettingen-Spielberg,
  - Geislingen und Wilflingen als Kondominien mit Abtei Kaisheim,
  - Pfarrort Zöbingen als Kondominium mit der Reichsstadt Bopfingen,
  - Kondominium Benzenzimmern mit Kloster Kirchheim unter oettingischer Landeshoheit; Abtei Kaisheim; Reichsstadt Nördlingen.

Das Gebiet der Fürsten von Oettingen-Wallerstein wurde auf die württembergischen Oberämter Ellwangen (Amt Wallerstein, Tannhausen, Dambach, Geislingen, Wilflingen, Zöbingen, Benzenzimmern) und Neresheim (Baldern und Katzenstein, Schenkenstein, Amt Neresheim, Kerkingen und Merkingen, Kirchheim am Ries) verteilt.
- Mediatgebiet Oettingen-Spielberg mit der Ortschaft Buckenweiler und drei Kondominien:
  - Pfarrdorf Walxheim gemeinsam mit Fürstentum Oettingen-Wallerstein, Reichsstadt Bopfingen,
  - Pfarrdorf Unterschneidheim gemeinsam mit Hoch- und Deutschmeistertum des Deutschen Ritterordens, Oberamt Ellingen, Kommende Schneidheim, Reichsstadt Dinkelsbühl, Reichsstadt Bopfingen,
  - Weiler Oberschneidheim gemeinsam mit Hoch- und Deutschmeistertum des Deutschen Ritterordens, Oberamt Ellingen, Kommende Schneidheim, Reichsstadt Nördlingen, Reichsstadt Bopfingen.

Das Gebiet der Fürsten von Oettingen-Spielberg kam zum württembergischen Oberamt Ellwangen, Buckenweiler zum Oberamt Crailsheim.
- Mediatgebiet Thurn und Taxis mit dem Besitz der säkularisierten Abtei Neresheim, der gefürsteten Grafschaft Demmingen, der Herrschaft Dischingen, dem Oberamt Eglingen, dabei auch der Pfarrort Ballmertshofen, der in der Reichsritterschaft, Schwäbischer Ritterkreis, Kanton am Kocher immatrikuliert war. Das Gebiet der Fürsten von Thurn und Taxis kam zum württembergischen Oberamt Neresheim.
- Vom Landgericht Nördlingen die Reichsstadt Bopfingen, das Reichsdorf Trochtelfingen und das Pfarrdorf Goldburghausen, die Pfarrorte Itzlingen, Schweindorf und Sechtenhausen der Reichsstadt Nördlingen (zum württembergischen Oberamt Neresheim, Sechtenhausen zum Oberamt Ellwangen).
- Vom Landgericht Dinkelsbühl der Pfarrort Wört, der Weiler Weiler bei Dalkingen im Besitz der Reichsstadt Dinkelsbühl und die beiden mit Fürstpropstei Ellwangen und Oberamt Rötlen gemeinsamen Weiler Konradsbronn und Schönbronn, sowie das zum Markgraftum Brandenburg-Ansbach des Fürstentums Ansbach-Bayreuth gehörende Filialdorf Lautenbach.
  - Immatrikuliert in der Reichsritterschaft, Schwäbischer Ritterkreis, Kanton am Kocher:
    - Freiherr Hofer von Lobenstein, Herrschaft Wildenstein,
    - Freiherr von Seckendorff-Gutendorf mit Unterdeufstetten,
    - Senft von Sulburg, Herrschaft Matzenbach.

Das an Württemberg fallende Gebiet des Landgerichts Dinkelsbühl kam zum württembergischen Oberamt Ellwangen, Lautenbach, Matzenbach, Unterdeufstetten und Wildenstein zum Oberamt Crailsheim.
- Landgericht Crailsheim, gebildet aus dem Oberamt Crailsheim des Markgraftums Brandenburg-Ansbach des Fürstentums Ansbach-Bayreuth, dazu zahlreiche Kondominien:
  - mit der Reichsstadt Dinkelsbühl:
    - Pfarrort Waldtann,

  - mit der Reichsstadt Hall am Kocher:
    - Pfarrort Oberspeltach im Amt Honhardt
    - Pfarrort Gründelhardt im Amt Vellberg

  - Mit dem Ritterstift Comburg unter bischöflich-würzburgischer Landeshoheit:
    - Burg Wollmershausen
    - Pfarrdorf Ingersheim

  - immatrikuliert in der Reichsritterschaft, Schwäbischer Ritterkreis, Kanton am Kocher:
    - Filialdorf Weipertshofen mit Fürstpropstei Ellwangen, Stadtammannamt.

  - Immatrikuliert in der Reichsritterschaft, Fränkischer Ritterkreis, Kanton Odenwald:
    - Pfarrort Satteldorf mit Freiherr von Ellrichshausen,
    - Pfarrort Jagstheim mit Reichsstadt Hall am Kocher, Freiherr von Ellrichshausen,
    - Pfarrort Triensbach mit Freiherr von Crailsheim,
    - Pfarrort Gröningen als Kondominium mit Freiherr von Seckendorff-Gutendorf; Freiherr von Crailsheim, Graf von Soden-Neidenfels,
    - Pfarrort Tiefenbach als Kondominium mit Graf von Soden, Freiherr von Seckendorff-Aberdar,
    - Pfarrort Ellrichshausen als Kondominium mit Graf von Soden-Neidenfels, Freiherr von Ellrichshausen, Graf von Uexküll-Gyllenband

  - Territorien der Reichsritterschaft, Schwäbischer Ritterkreis, Kanton am Kocher:
    - Kondominium Ropfershof 3/4 Freiherr von Berlichingen-Rossach; 1/4 Graf von Mandelsloh,
    - Pfarrort Rechenberg als Kondominium 3/4 Freiherr von Berlichingen-Rossach; 1/4 Graf von Mandelsloh,

  - Territorien der Reichsritterschaft, Fränkischer Ritterkreis, Kanton Odenwald:
    - Herrschaft Haltenbergstetten des Fürsten von Hatzfeldt,
    - Burg Roßbürg der Erben von Wollmershausen,
    - Rittergut Hornberg und Pfarrort Morstein des Freiherrn von Crailsheim,
    - Rittergut Neidenfels des Grafen von Soden,
    - Kondominium Hengstfeld der Erben vom Holtz; Erben von Wollmershausen; Freiherr von Berlichingen; Freiherr von Görlitz,
    - Rittergut Erkenbrechtshausen als Kondominium Freiherr von Seckendorff-Aberdar, Herrschaft Erkenbrechtshausen; Freiherr von Crailsheim.

Das Landgericht Crailsheim wurde württembergisches Oberamt Crailsheim; der Ropfershof kam zum Oberamt Ellwangen.
- Vom Landgericht Feuchtwangen die Herrschaft Kreßberg und der Pfarrort Marktlustenau des Freiherrn von Knöringen, immatrikuliert in der Reichsritterschaft, im Fränkischen Ritterkreis und im Kanton Altmühl (wurde württembergisches Oberamt Crailsheim).
- Vom Landgericht Rothenburg das Schloss Reinsbürg, die Burgen Gammesfeld und Seldeneck, der Klosterhof Hof, das Gericht Brettheim, die Pfarrdörfer Hausen am Bach und Leuzendorf, die Pfarrorte Spielbach, Reubach, Finsterlohr, Lichtel, Oberstetten, Wildentierbach und Schmerbach, der Pfarrweiler Heiligenbronn und der Weiler Reutsachsen (wurde württembergisches Oberamt Blaufelden, 1811 nach Gerabronn verlegt).
- Landgericht Gerabronn, gebildet aus dem Kastenamt Werdeck-Gerabronn des Oberamts Crailsheim des Markgraftums Brandenburg-Ansbach des Fürstentums Ansbach-Bayreuth, sowie den Pfarrorten Blaufelden, Rot am See und Wiesenbach, dem Rittergut Brettenfeld und der Burg Michelbach an der Heide.
  - Territorien der Reichsritterschaft, Fränkischer Ritterkreis, Kanton Odenwald:
    - Herr vom Holtz mit Amlishagen,
    - Kondominium Schainbach des Fürstentums Ansbach-Bayreuth, Markgraftum Brandenburg-Ansbach, Oberamt Crailsheim, Kastenamt Werdeck-Gerabronn; Freiherr von Seckendorff-Aberdar, Herrschaft Erkenbrechtshausen.

  - Immatrikuliert in der Reichsritterschaft, im Fränkischen Ritterkreis und im Kanton Rhön-Werra:
    - Herr von Bebenburg mit dem Rittergut Bebenburg.

Landgericht Gerabronn wird württ. Oberamt Blaufelden, 1811 nach Gerabronn verlegt.
- Mediatgebiet Hohenlohe-Kirchberg mit den Ämtern Kirchberg, Döttingen und Lobenhausen, dazu als Kondominium, immatrikuliert in der Reichsritterschaft, im Fränkischen Ritterkreis und im Kanton Odenwald mit Freiherrn von Seckendorff-Aberdar, Herrschaft Erkenbrechtshausen, Freiherr von Crailsheim das Pfarrdorf Lendsiedel. Das Gebiet der Fürsten von Hohenlohe-Kirchberg kam zum württembergischen Oberamt Blaufelden.
- Vom Mediatgebiet Schwarzenberg das Amt Michelbach an der Lücke (zum württembergischen Oberamt Blaufelden).
- Vom Landgericht Uffenheim ein Gebiet, gebildet aus dem Oberamt Creglingen des Markgraftums Brandenburg-Ansbach des Fürstentums Ansbach-Bayreuth, dazu das Pfarrdorf Frauental des Oberamts Hoheneck und das Kondominium Archshofen des Herrn von Oetinger, immatrikuliert in der Reichsritterschaft, im Fränkischen Ritterkreis und im Kanton Odenwald.
  - Herrschaft Waldmannshofen des Fürsten von Hatzfeldt, immatrikuliert in der Reichsritterschaft, Fränkischer Ritterkreis, Kanton Odenwald.

Das an Württemberg fallende Gebiet des Landgerichts Uffenheim kam zum württembergischen Oberamt Mergentheim. Waldmannshofen bildet den nördlichen Endpunkt der 1810 gemeinsam festgelegten Grenze zwischen Bayern und Württemberg.
- Vom Landgericht Dillingen als weit entfernte Exklave der Pfarrort Oeffingen des Domkapitels des Hochstifts Augsburg, immatrikuliert in der Reichsritterschaft, im Schwäbischen Ritterkreis und im Kanton am Kocher (kam zum württembergischen Oberamt Cannstatt).

Das Königreich Bayern erhielt die ostwärts der neuen Grenzlinie gelegenen alt- und neuwürttembergischen Ortschaften und Ortsteile, dabei das Amt Weiltingen und die ehemals Waldburg-Zeilsche Gemeinde Wengen mit der Burg Alttrauchburg. Im Austausch für Weiltingen erhielt König Friedrich I. von Württemberg die Deutschordenskommende Altshausen mit dem Schloss für sein Privatvermögen.